# アルキル化
アルキル化（アルキルか、alkylation）とは、一般には置換反応または付加反応により化合物にアルキル基を導入する化学反応の総称である。広義には反応形式としてアルキル基が置換される反応も含める。
さまざまな化学反応がアルキル化に利用されるが、それぞれに特徴や制限が異なりすべての場面に使用しうるアルキル化反応は存在しない。以下に代表的なアルキル化反応について説明する。

## ヘテロ原子に対する求電子置換反応
ハロゲン化アルキルなど脱離基を持つアルキルをヘテロ原子上にアルキル基を導入する反応である。導入されるアルキル基にとってはヘテロ原子の求核置換反応になる。〈記事 求核置換反応に詳しい〉
{\displaystyle {\ce {CH3CH2SH + CH3I -> CH3CH2SCH3 + HI}}}

## 不飽和結合に対する付加反応

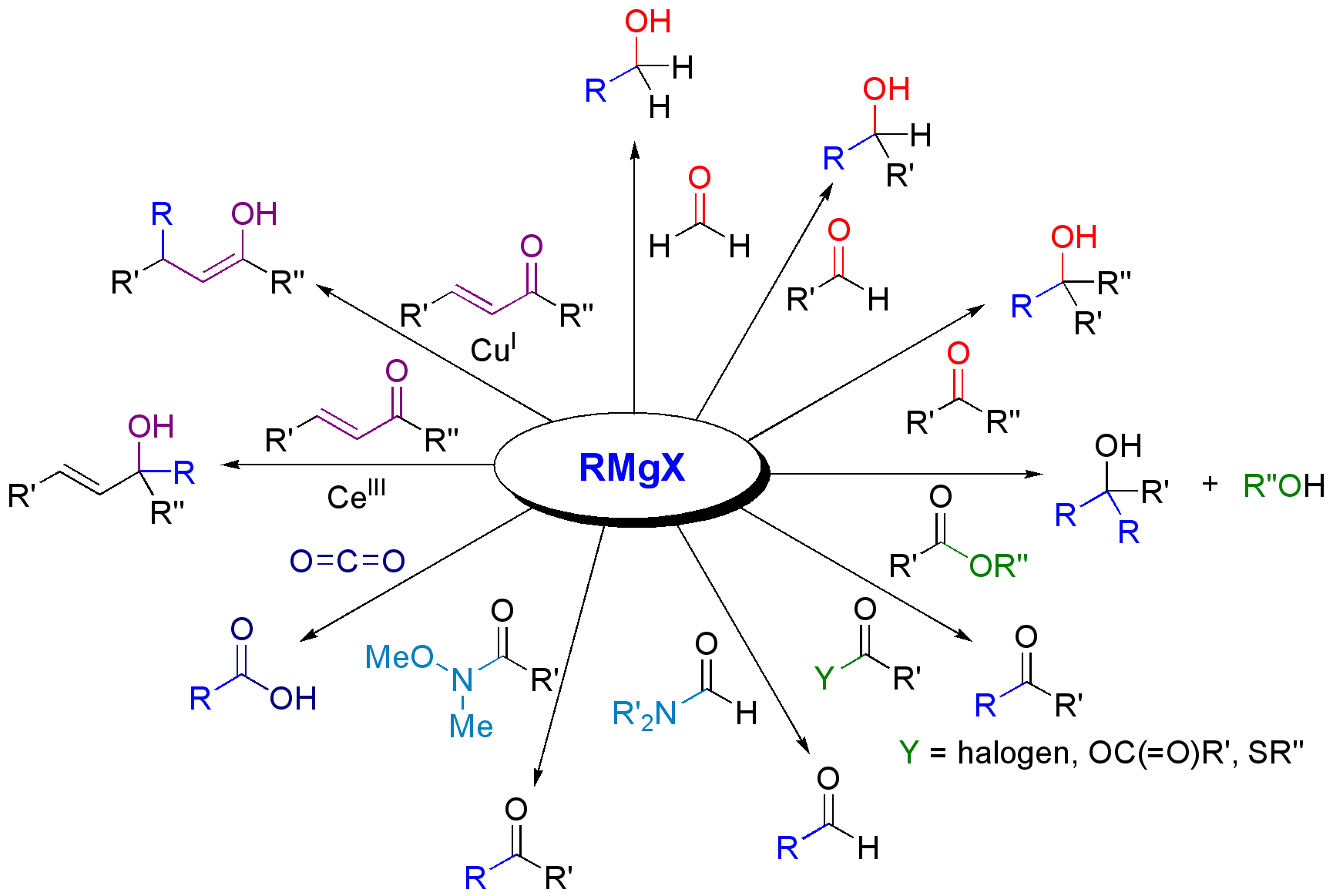
グリニャール試薬によるアルキル化

さまざまなイオン反応あるいはラジカル反応による反応により炭素—炭素あるいは炭素—ヘテロ原子不飽和結合に対してアルキル化する反応が知られている。
例えば、グリニャール試薬によるカルボニル炭素へのアルキル化反応が代表に挙げられる。

## 求電子置換反応
芳香族化合物などではフリーデル・クラフツ反応のように求電子置換反応によりアルキル化が可能である。

### ジアゾメタンによるメチル化
一般に、メチルエステル化はアルコール成分の交換反応でありアルキル化に該当しながジアゾメタンによるメチルエステル化はヒドロキシ酸素に対する求電子置換によるアルキル化反応である。

## その他のアルキル化
以下ように反応機構的には置換反応または付加反応に該当しない方法でもアルキル化が可能である。広義にはこれらの方法も反応形式的には置換に相当する為、アルキル化に含める場合がある。

### アミンの還元的アルキル化
アミンとカルボニル化合物とをワンポット合成でシッフ塩基の生成とそれの還元により、アミンに対してアルキル基が置換される。この還元的アミノ化反応をアミンの還元的アルキル化と呼ぶことがある。

## 医療におけるアルキル化剤
ナイトロジェンマスタード類
- シクロフォスファミド
- イホスファミド
- メルファラン

ニトロソウレア類
- ニムスチン
- ラニムスチン
- カルムスチン

イミダゾテトラジン誘導体
- テモゾロミド(TMZ, テモダール®)